# Toxomerus nigripunctus
Toxomerus nigripunctus är en tvåvingeart som först beskrevs av Günther Enderlein 1938.  Toxomerus nigripunctus ingår i släktet Toxomerus och familjen blomflugor.
Artens utbredningsområde är Colombia. Inga underarter finns listade i Catalogue of Life.